# Jacqueline Carey
Jacqueline Carey (ur. 1964 w Highland Park, w stanie Illinois) – amerykańska powieściopisarka, głównie tworzy w gatunku fantasy.
Uczęszczała do Lake Forest College, gdzie otrzymała stopień licencjata z psychologii i literatury angielskiej. Podczas studiów, w ramach wymiany studentów, spędziła 6 miesięcy pracując w londyńskiej księgarni. Wtedy zdecydowała, że zostanie pisarką. Po powrocie do USA zaczęła pisać, równocześnie pracując w centrum sztuki w lokalnym college’u. Jej debiutancka powieść, Strzała Kusziela, opublikowana w 2001, odniosła sukces, zdobywając w roku 2002 nagrodę Locusa w kategorii „Debiut powieściowy”.
Obecnie, Carey mieszka w zachodnim Michigan, gdzie jest członkinią organizacji występującej podczas imprez Mardi Gras.
Trylogia Kusziel, na którą składają się także Wybranka Kusziela i Wcielenie Kusziela, opowiada alternatywną historię państwa Terre d’Ange (przypominającego średniowieczną Francję), którego mieszkańcy wyznają kult półboga Elui, którego przykazaniem jest Kochaj jak wola twoja (Love as thou wilt). Elua narodził się, gdy krew Jeszui, syna Boga Jedynego, zmieszała się z łzami Magdaleny i spadły na ziemię. Osiem aniołów odwróciło się od Boga, aby zostać towarzyszami Elui na Ziemi i towarzyszyć mu w jego wędrówkach. Wszyscy D’Angelinowie pochodzą od Elui i jego Towarzyszy. Fikcyjne wersje Wielkiej Brytanii, Włoch, Niemiec i Hiszpanii także pojawiają się w tej serii.
Drugą serią z gatunku fantasy stworzoną przez Carey jest „Sundering”, składająca się z książek „Banewreaker”, opublikowanej w 2004 roku i „Godslayer”, wydanej w 2005 roku. Jest to historia w duchu tolkienowskiego Władcy Pierścieni, ale opowiedziana jako tragedia z punktu widzenia przegrywającej, „ciemnej” strony.

## Twórczość
Uniwersum Terre d’Ange:
Trylogia Kusziel:
- Strzała Kusziela (Wydawnictwo Mag, 2004)
- Wybranka Kusziela (Wydawnictwo Mag, 2005)

- Wcielenie Kusziela (Wydawnictwo Mag, 2006)

Trylogia Imriela:
- Potomek Kusziela (Wydawnictwo Mag, 2011)
- Kushiel's Justice (pierwsze wydanie angielskie – 25 lipca 2007)

- Kushiel's Mercy (pierwsze wydanie angielskie lipiec 2008)

Trylogia Moirina:
- Naamah’s Kiss (pierwsze wydanie angielskie – lipiec 2009)
- Naamah’s Curse (pierwsze wydanie angielskie – lipiec 2010)
- Naamah’s Blessing (pierwsze wydanie angielskie – lipiec 2011)

Seria Sundering:
- Banewreaker (polskie wydanie – na początku roku 2009)
- Godslayer (nie wydane w Polsce)

Źródło:.